# الجوران (إب)
الجوران هي إحدى قرى الجمهورية اليمنية. وهي تتبع جغرافيًا لمحافظة إب. وإداريًا لمديرية الرضمة. يبلغ تعداد سكانها 1667 نسمة حسب الإحصاء الذي جرى عام 2004.